# Oliver-Valdefierro
Oliver-Valdefierro es un distrito de Zaragoza (España). Está dividido en los barrios de Oliver y Valdefierro.
Está regido por una Junta Municipal.
Limita con los distritos de La Almozara, Delicias, Barrios Rurales Oeste, Miralbueno y Universidad.

## Historia
Los orígenes del barrio Oliver se remontan al año 1917, cuando sus montes estaban poblados únicamente por torres entre parcelas agrícolas. En una de estas torres se le ocurrió a Mosén Manuel Oliver, natural de Cantavieja (Teruel), sacerdote hondamente preocupado por la situación social de los que accedían a Zaragoza, parceló algunos terrenos —que se dice que ganó a una amiga de su sobrina en una partida de cartas— y venderals a bajo a colonos para edificar sus humildes casas. La urbanización incluiría posteriormente el colegio público Juan José Llorente y la iglesia Nuestra Señora de la Asunción. En 1933, cuando el barrio estaba todavía creciendo y con el colegio ya inaugurado, la vía del ferrocarril Zaragoza-Valencia divide el barrio en dos zonas, creando una doble escala social: «los de arriba» y «los de abajo». Dicha cicatriz se está restanando con la desaparición de la vía que en la actualidad da paso al corredor Verde Oliver-Valdefierro. En agosto de 1939 se produjo la bendición de la iglesia, a la que no pudo asistir Mosén Manuel que había fallecido un año antes. En los años 50 el barrio comenzó a expandirse. También en esa época nace el barrio de San Lamberto, dentro del término de Miralbueno.

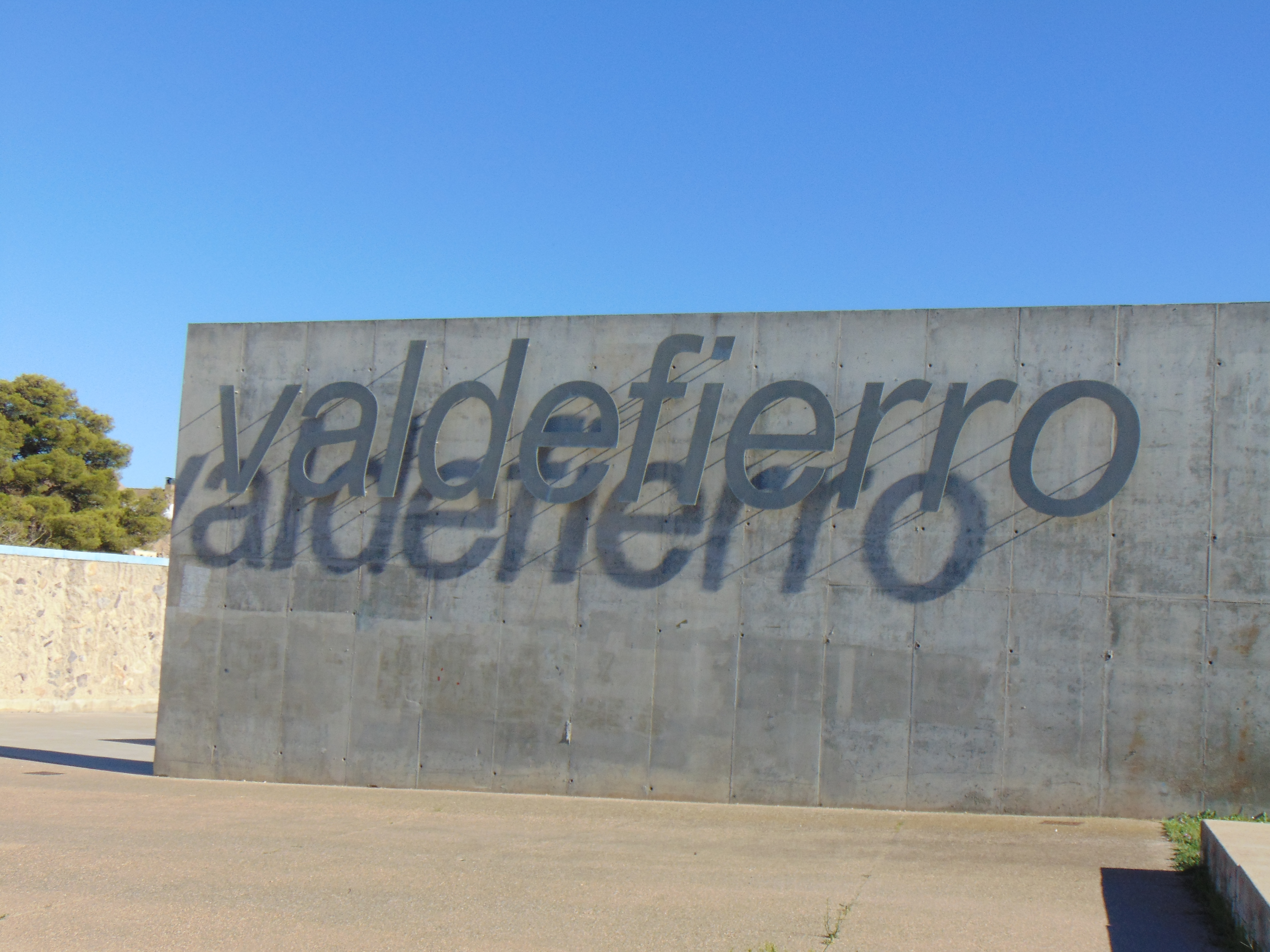

Valdefierro toma el nombre de los terrenos agrícolas de Bal de Fierro (Valle de Hierro). No es mencionado en ningún documento municipal hasta 1971.
Cabe resaltar, que se dio a conocer en abril de 2018 que este distrito era en donde más vivían personas de otras nacionalidades, concretamente de 109.
El octubre de 2012 corredor verde que une a Oliver con Valdefierro
En la actualidad, . Su zona más comercial es la de Federico Ozanam.

### Residencia Ramón Pignatelli

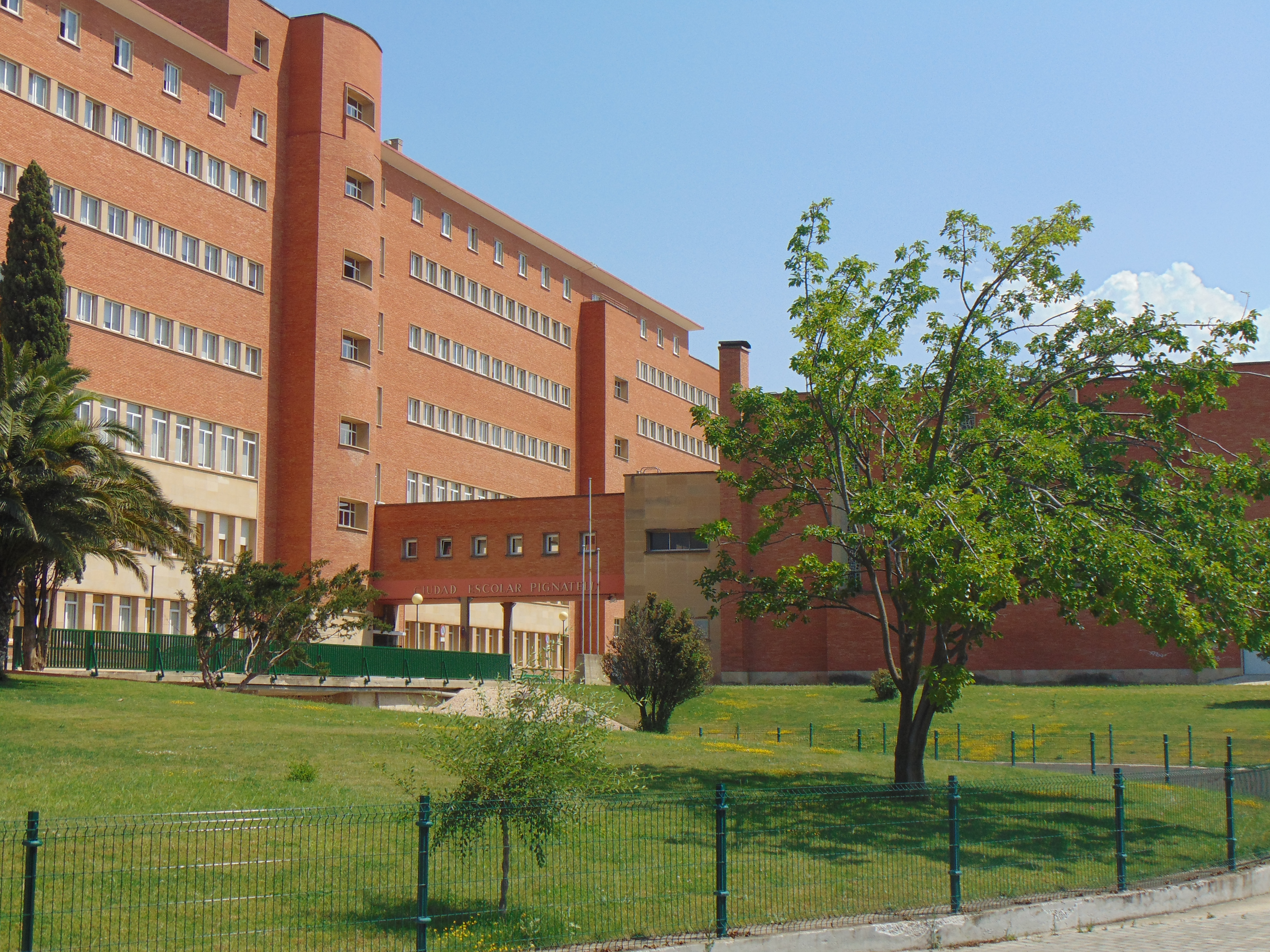
Residencia de estudiantes Ramón Pignatelli.

La residencia de estudiantes Ramón Pignatelli, ubicada en Alto Carabinas, se ha convertido en el edificio más característico y concurrido del presente distrito, no solo por su imponente estructura, sino porque es el centro cultural más importante del sector que comprende Vía Hispanidad.
La residencia de estudiantes, que fue rehabilitada por la Diputación Provincial de Zaragoza, funciona al completo, ya que sus 320 plazas están ocupadas por estudiantes del territorio aragonés, de toda la geografía española e incluso de diversos países europeos.
La antigua Ciudad Escolar Ramón Pignatelli se inauguró en 1971 para recibir a los niños desalojados del Hogar Pignatelli, en la actualidad sede de la Diputación General de Aragón. En 1970 el edificio, construido por el arquitecto José Cholis había recibido el Premio Magdalena a la mejor obra arquitectónica del año. La actividad como Ciudad Escolar Pignatelli duró hasta 1984. Ya que los niños habían pasado a depender del servicio de Infancia de la Diputación Provincial, y había cambiado la filosofía de trato a los niños: los huérfanos debían desarrollarse en su propio ambiente o en lo más parecido a una familia. La Diputación Provincial pasó en pocos meses de atender 273 niños a más de 600, pero reasignados en familias y en centros de acogida, con lo cual la Ciudad Escolar perdió su esencia. La Diputación ofertó el edificio a la Universidad de Zaragoza, como residencia universitaria, pero como no hubo contestación, en el año 1988, la Diputación decidió transformarlo en Residencia de Estudiantes Universitarios y de Formación Profesional de la provincia. El 13 de octubre de 1991, la Residencia fue inaugurada.
Además de residencia funciona como Centro de Recursos. Dispone de quince salas de seminarios con capacidad para cincuenta plazas cada una, y un salón de actos con 600 butacas. Se realizan cursos, charlas, conferencias, seminarios, congresos. Las instalaciones deportivas, consisten en tres piscinas, cuatro pistas de tenis, una pista polideportiva y un campo de fútbol, que emplean distintos equipos del barrio de Delicias. Hay 320 habitaciones individuales, teniendo el cincuenta por ciento de ellas baños. También los residentes disponen de salas de vídeo, de música, de ordenadores, biblioteca y sala de piano.
La Residencia Ramón Pignatelli se ha convertido en un importante centro dinamizador de la cultura.

## Galería
|                                           |
| Corredor Verde a su paso por Valdefierro. |

|   |
| . |

|                      |
| Avenida Valdefierro. |

|  |
|  |

|                         |
| (Festival Asalto 2017). |

|                         |
| (Festival Asalto 2017). |

|                                    |
| Water-Life (Festival Asalto 2017). |

|                                        |
| Placa de la calle Miguel Ángel Blanco. |

|  |
|  |

|                       |
| El paso del tiempo... |

|                         |
| (Festival Asalto 2017). |

|                         |
| (Festival Asalto 2017). |

|                                |
| —En la actualidad, no existe—. |

|                                       |
| —En la actualidad, ya no es visible—. |

|                       |
| Vista de Valdefierro. |

|  |
|  |

|  |
|  |

|  |
|  |

|  |
|  |

|   |
| . |

|                             |
| Embarcadero de Valdefierro. |

|  |
|  |

|   |
| . |

|  |
|  |

|  |
|  |

|                                     |
| Depósito de agua del barrio Oliver. |

|                        |
| Mural de Babacar Seck. |

|                               |
| Anfiteatro del parque Oliver. |

|                                              |
| Centro de Actividades para Jóvenes El Túnel. |

|                                                                      |
| Corredor Verde visto desde la calle Antonio Leyva del barrio Oliver. |

## Equipamientos
- Centro de salud Oliver en la calle San Alberto Magno.

- Pabellón deportivo municipal Ramiro Solans en la calle Miguel Agustín Príncipe.

- Campo municipal de fútbol La Nueva Camisera en la carrera de la Camisera.

- Centro Sociolaboral Oliver en la calle Tirso de Molina.

- Centro gerontológico CAI-Ozanam Oliver en la calle Ibón de Escalar.

- Centro deportivo municipal Oliver en la calle Doctor Jesús Valdés Guzmán.

- Centro cívico Manuel Vázquez Guardiola en la calle Antonio de Leyva.

- Biblioteca pública Vientos del Pueblo en la calle Antonio de Leyva, 87.

- Centro de convivencia para mayores Oliver en la calle Teodora Lamadrid, 70.

- Centro de Convivencia para Mayores Valdefierro en la plaza de la Inmaculada, 3.

- Centro de Formación Ocupacional Oliver en la calle Pilar Miró, 13.

- Centro de Artes para Jóvenes El Túnel en la plaza María del Carmen Soldevila.

- Casa de Juventud Oliver en la plaza María del Carmen Soldevila.

- IES (Instituto de Educación Secundaria ) María Moliner en la calle San Vicente Ferrer.

- Parque del Oeste en la calle Lagos de Millares.

- Centro de salud Valdefierro en la calle Orión, 1.

- Hogar para mayores Valdefierro en la calle Federico Ozanam, 2.

- Centro sociolaboral Valdefierro Taoval en la calle Federico Ozanam, 13.

- Campo municipal de fútbol Valdefierro en la calle Campillo de Llerena, 1.

- Centro deportivo municipal Valdefierro en la calle Campillo de Llerena, 1.

- Centro cívico Valdefierro en la plaza de la Inmaculada, 3.

- Casa de juventud Valdefierro en la avenida Valdefierro, 22.

- Centro de tiempo libre Gamusinos en la avenida de Valdefierro.

- Biblioteca pública Luis del Val en la plaza de la Inmaculada, 3.

- Centro de Iniciativas Juveniles a Bolos en la avenida de Valdefierro, 38.

- Residencia para Mayores SAR Fontibre en la calle Pilar Miró, 16.

- Servicio de encuentro familiar en la calle Jarque de Moncayo, 23.

- Extensión de Escuela Oficial de Idiomas en la calle San Vicente Ferrer.

- Camping Ciudad de Zaragoza en la calle San Juan Bautista de la Salle.

- Centro Residencial Atades - Santo Ángel en la carretera de Madrid km. 316.

- IES (Instituto de Educación Secundaria) Ramón Pignatelli en la calle Jarque de Moncayo, 17.

- CPIFP Los Enlaces (Centro Público Integrado de Formación Profesional) en la calle Jarque de Moncayo, 10.

- Residencia de Estudiantes Pignatelli en la calle Jarque de Moncayo.

- Hospital privado Quirón Floresta.

- Centro Comercial Alcampo Los Enlaces en la Carretera Antigua N-II km. 315 (abrió sus puertas el 6 de mayo de 1997).

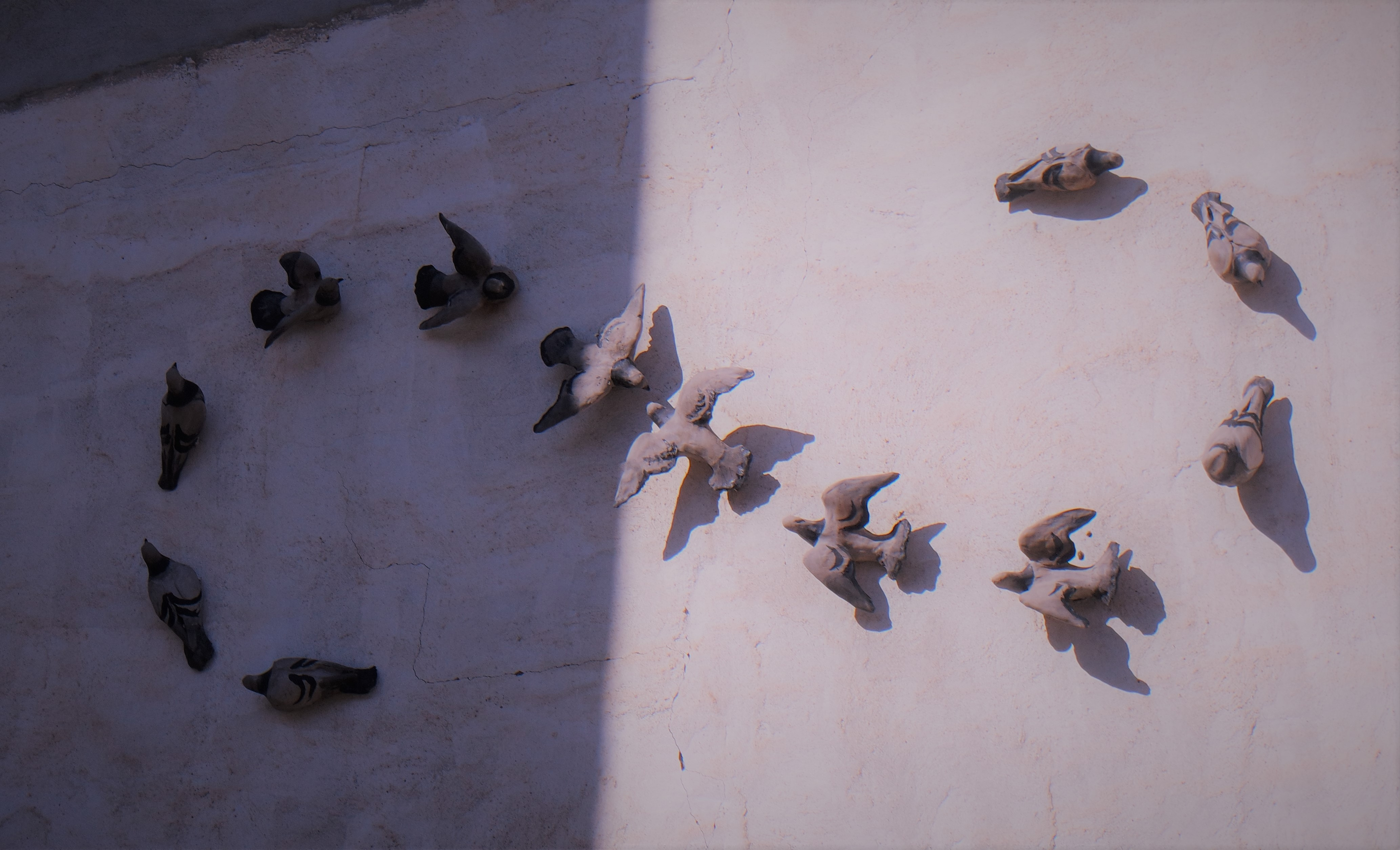
Infinito Valdefierro.